# Classic (canção)
"Classic" é o trigésimo quinto single da banda japonesa de rock Mucc, lançado em 19 de setembro de 2016 em três edições pela Sony Japan. É tema de abertura do anime Nanatsu no Taizai: Seisen no Yochō. A faixa-título foi composta por Yukke e o single produzido por Ken, guitarrista do L'Arc~en~Ciel.

## Composição
"Classic" foi composta pelo baixista Yukke, que admitiu ser fã da série Nanatsu no Taizai: "Quando foi decidido [que a canção seria tema de abertura] fiquei muito feliz". Ele afirma que demorou cerca de um mês para compor a canção, enquanto recebia dicas dos outros membros. A versão demo da música era mais semelhante a uma canção de anime que a atual, Yukke pediu para o produtor Ken a transformar em uma canção mais semelhante ao Mucc, apesar da melodia inicial não ter sido alterada.
A letra também foi escrita por Yukke e co-escrita pelo vocalista Tatsurō, que enfatizou que grande parte na verdade foi feita pelo baixista. Segundo Yukke, a letra foi baseada na "capacidade de proteger os mais fracos apresentada no anime". Tatsurō também contou que enquanto cantava uma primeira versão da letra, sentiu que "algo não estava bom" e solicitou que o baixista a reescrevesse. Yukke escolheu título "Classic" "com a esperança de ser uma música que permanecerá para sempre mesmo que desapareça, como uma coisa importante que todos têm."

## Lançamento
Em 28 de junho, simultaneamente com o lançamento do videoclipe de Heide no YouTube, o lançamento de "Classic" foi anunciado e que seria tema de abertura do anime Nanatsu no Taizai: Seisen no Yochō (七つの大罪 聖戦の予兆).
A canção foi apresentada pela primeira vez em 3 de agosto na rádio Jack in the Radio da Tokyo FM, onde o vocalista da banda Tatsurō apresentou como locutor.
Em 14 de setembro três teasers do videoclipe foram lançados no canal oficial do Mucc no YouTube, com uma voz de fundo narrada pelo dublador do protagonista Meliodas, Yuki Kaji. Em 28 de agosto, Mucc liberou a versão recortada da canção, com 1:30 de duração, em plataformas de streaming como iTunes.
Como de costume da banda, uma edição regular com apenas o CD e uma limitada que acompanha o DVD bônus, foram lançadas. Todavia, desta vez uma terceira edição foi lançada: a edição de anime, acompanhando um poster de Nanatsu no Taizai. Esta edição foi limitada a compra até o final de dezembro de 2016.

## Recepção
O single alcançou décima quinta posição nas paradas da Oricon Singles Chart e permaneceu por quatro semanas.
Em 2017 a banda japonesa Flow fez um cover da canção para o álbum tributo Tribute of Mucc -en-.

## Faixas
| N.º            | Título                                               | Letras         | Música          | Duração |  |
| 1.             | "Classic"                                            | Yukke, Tatsurō | Yukke           | 3:52    |  |
| 2.             | "Yesterday Once More"                                | Tatsurō        | Miya            | 4:34    |  |
| 3.             | "Heide -TeddyLoid Remix-" (ハイデ -TeddyLoid Remix-) | Tatsurō        | Miya, TeddyLoid | 5:36    |  |
| 4.             | "Classic TV Edit"                                    | Yukke, Tatsurō | Yukke           | 1:30    |  |
| 5.             | "Classic TV Edit -Original Karaoke-"                 | Yukke, Tatsurō | Yukke           | 1:30    |  |
| Duração total: | Duração total:                                       | Duração total: | Duração total:  | 17:04   |  |

### Edição limitada
DVD
| N.º | Título                                                        | Duração |  |
| 1.  | "CLASSIC music video"                                         |         |  |
| 2.  | "KILLEЯ from Fuka (孵化)"                                     |         |  |
| 3.  | "Tatsuro KILLEЯ (Tatsuro angle view original mix)"            |         |  |
| 4.  | "Tatsuro KILLEЯ (Tatsuro angle view Semari Kuru Tatsuro mix)" |         |  |
| 5.  | "Miya KILLEЯ (Miya angle view original mix)"                  |         |  |
| 6.  | "Miya KILLEЯ (Miya angle view Semari Kuru Miya mix)"          |         |  |
| 7.  | "YUKKE KILLEЯ (YUKKE angle view original mix)"                |         |  |
| 8.  | "YUKKE KILLEЯ (YUKKE angle view Semari Kuru YUKKE mix)"       |         |  |
| 9.  | "SATOchi KILLEЯ (SATOchi angle view original mix)"            |         |  |
| 10. | "SATOchi KILLEЯ (SATOchi angle view Semari Kuru SATOchi mix)" |         |  |

## Ficha técnica
Mucc
- Tatsurō (逹瑯) - vocal
- Miya (ミヤ) - guitarra
- Yukke - baixo, composição
- SATOchi (SATOち) - bateria

Produção
- Ken - produção

## Desempenho nas paradas
| Parada (2013)                | Posição de pico |
| ---------------------------- | --------------- |
| Japão (Oricon Singles Chart) | #15             |